# Zelotes choubeyi
Zelotes choubeyi är en spindelart som beskrevs av Benoy Krishna Tikader och Gajbe 1979. Zelotes choubeyi ingår i släktet Zelotes och familjen plattbuksspindlar. Inga underarter finns listade i Catalogue of Life.